# Пылва
Пы́лва, также Пыльва (эст. Põlva), ранее Пёльве или Пёльва (нем. Pölwe или Pölwa) —  город в Эстонии, административный центр уезда Пылвамаа и волости Пылва.

## География
Расположен в восточной части Эстонии. Площадь — 5,46 км2, плотность населения в 2020 году составила 947,6 человека на 1 км2.

## Население
По данным переписи населения 2011 года в Пылва проживали 5 767 человек, из них 5594 (97,0 %) — эстонцы. Число жителей по состоянию на 1 января 2020 года составило 5 174 человека.
По данным переписи населения 2021 года в городе проживали 5 454 человек, из них 5 303 (97,23%) — эстонцы.
Численность населения города Пылва :
| Чел. | 414 | ↗ 484 | ↗ 776 | ↗ 3 053 | ↗ 4817 | ↗ 738 | ↘ 6467 | ↘ 6236 | ↘ 5767 | ↗5454 |

## История
В письменных источниках 1452 года упоминается Polves, 1498 года — Polwesz, 1627 года — Poelwe, 1638 года — Pölwische Kirche, Pölw, 1782 года Pölwe, Pölswe, 1795 года — Poelwa.
На военно-топографических картах Российской империи (1846–1863 годы), в состав которой входила Лифляндская губерния, населённый пункт обозначен как Пельве.
Во второй половине 19-го столетия вокруг церкви Пылва и церковной мызы Пылва (Pölwe) возник небольшой посёлок. Быстро развивающий населённый пункт в 1950 году стал центром Пыльваского района и был им вплоть до 1991 года, в 1961 году получил статус посёлка городского типа, в 1993 году — статус города.
Первая школа в Пылва* появилась в 1688 году; предшественницей нынешней гимназии Пылва, открытой в 1950 году, считается основанная примерно в 1831 году церковно-приходская школа в Маммасте и церковно-приходская школа для девочек, работавшая в 1857–1865 и 1872–1893 годах. В 1907 году было основано образовательное общество, в 1910 году завершено строительство современного по тем временам общинного дома. Экономическую жизнь Пылва оживила открытая в 1931 году железная дорога, основанный в 1963 году и укрупнённый в 1982 году комбинат молочных продуктов.
До 26 октября 2013 года Пылва был самостоятельным муниципалитетом, затем объединился с волостью Пылва.
В городе расположена одноимённая железнодорожная станция.
* Примечание: эстонские топонимы, оканчивающиеся на -а, не склоняются  и не имеют женского рода (исключение — Нарва).

## Учреждения
В Пылва работают волостная управа, городская управа, отделение полиции, бюро обслуживания по вопросам гражданства и миграции, Пылвамааское отделение Спасательного департамента и спасательная команда.
До 2018 года в городе находилась управа уезда Пылвамаа (с 1 января 2018 года уездные управы в Эстонии ликвидированы и их функции переданы другим учреждениям).

## Образование и досуг
В городе работают: 

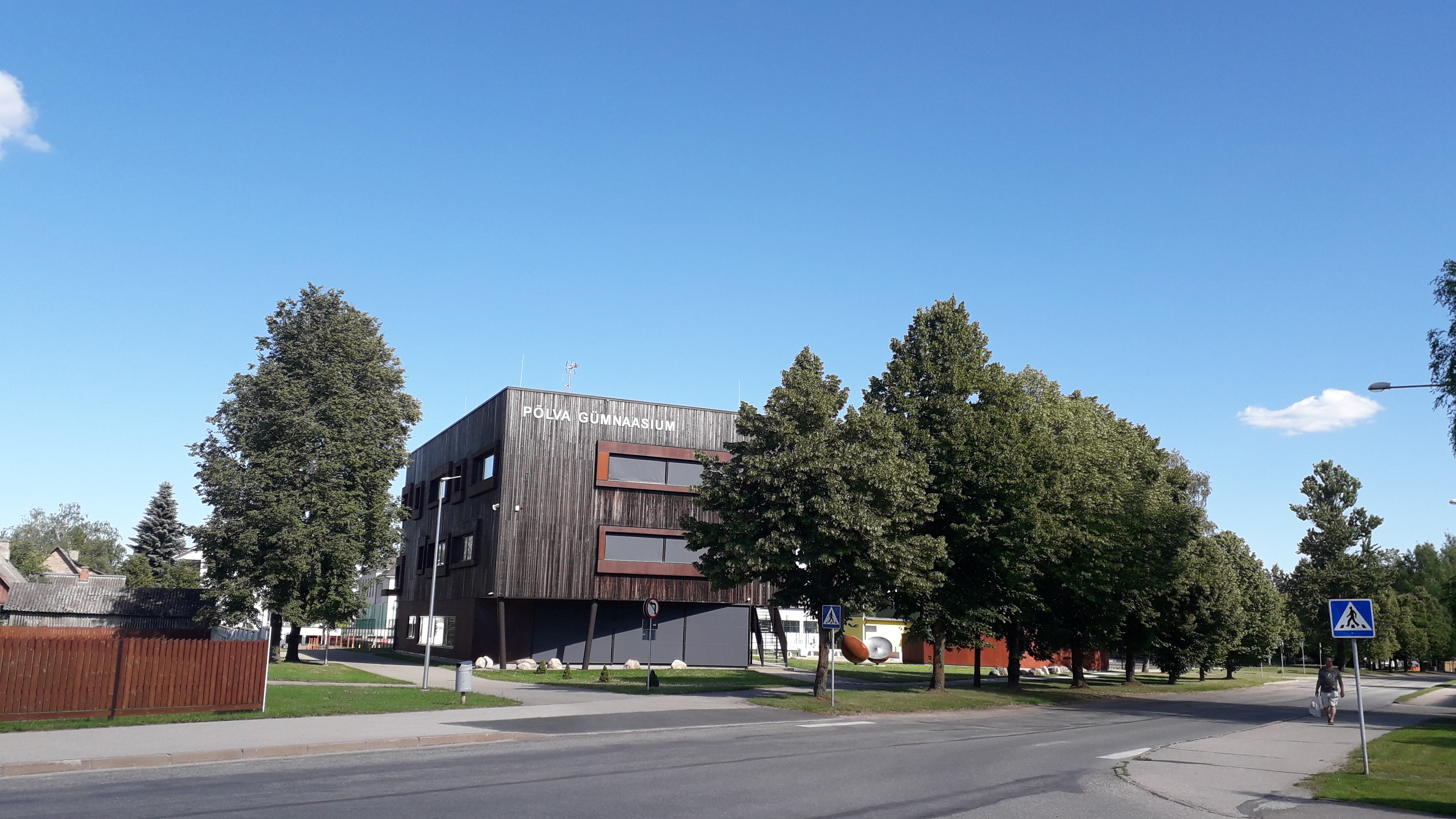
Гимназия Пылва

- гимназия (в 2002/2003 учебном году 1094 ученика, в 2009/2010 учебном году — 757 учеников),
- средняя школа (соответственно 554 и 384 ученика),
- школа Роози для детей с особыми потребностями,
- два детских сада,
- художественная школа,
- музыкальная школа,
- спортивная школа,
- Пылваский центр культуры и досуга,
- Пылваская центральная библиотека,
- Общество народного образования имения Якоба Хурта,
- Центр молодёжной работы волости Пылва,
- Пылваский спортивный центр и несколько спортклубов[7].

## Экономика
Крупнейшие работодатели Пылва по состоянию на 31 декабря 2020 года:

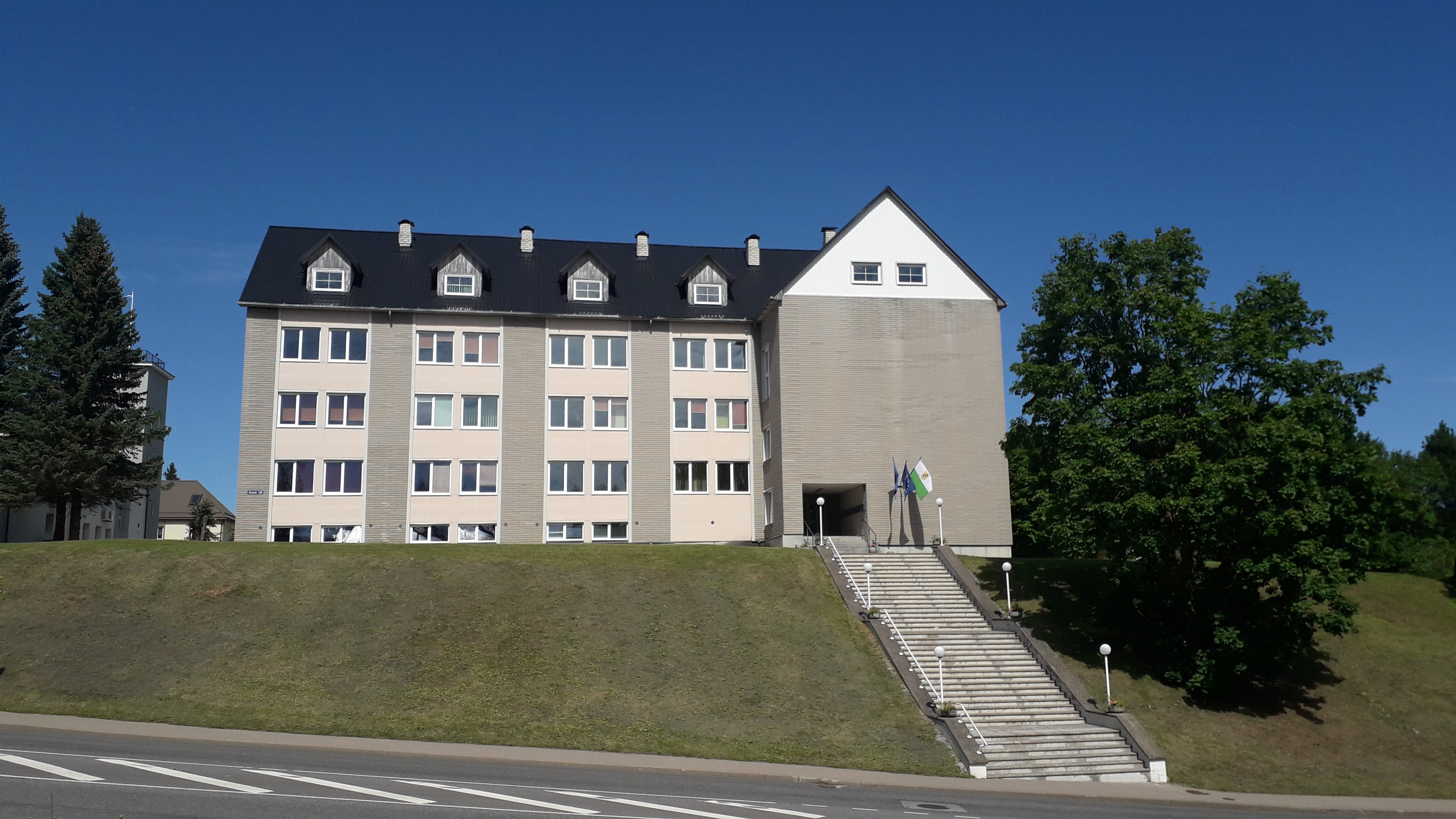
Здание волостной управы Пылва

| Предприятие/организация | Вид деятельности                                                     | Численность работников |
| ----------------------- | -------------------------------------------------------------------- | ---------------------- |
| Põlva Haigla AS         | Больница                                                             | 331                    |
| Põlva Kool              | Основная школа                                                       | 136                    |
| Волостная управа Пылва  | Орган государственного управления                                    | 106                    |
| OÜ Peetri Puit          | Производство деревянных строительных конструкций и столярных изделий | 80                     |
| AS Lõuna Pagarid        | Производство хлебобулочных изделий                                   | 74                     |
| AS Liimpuit             | Производство деревянных строительных конструкций и столярных изделий | 41                     |

## Галерея

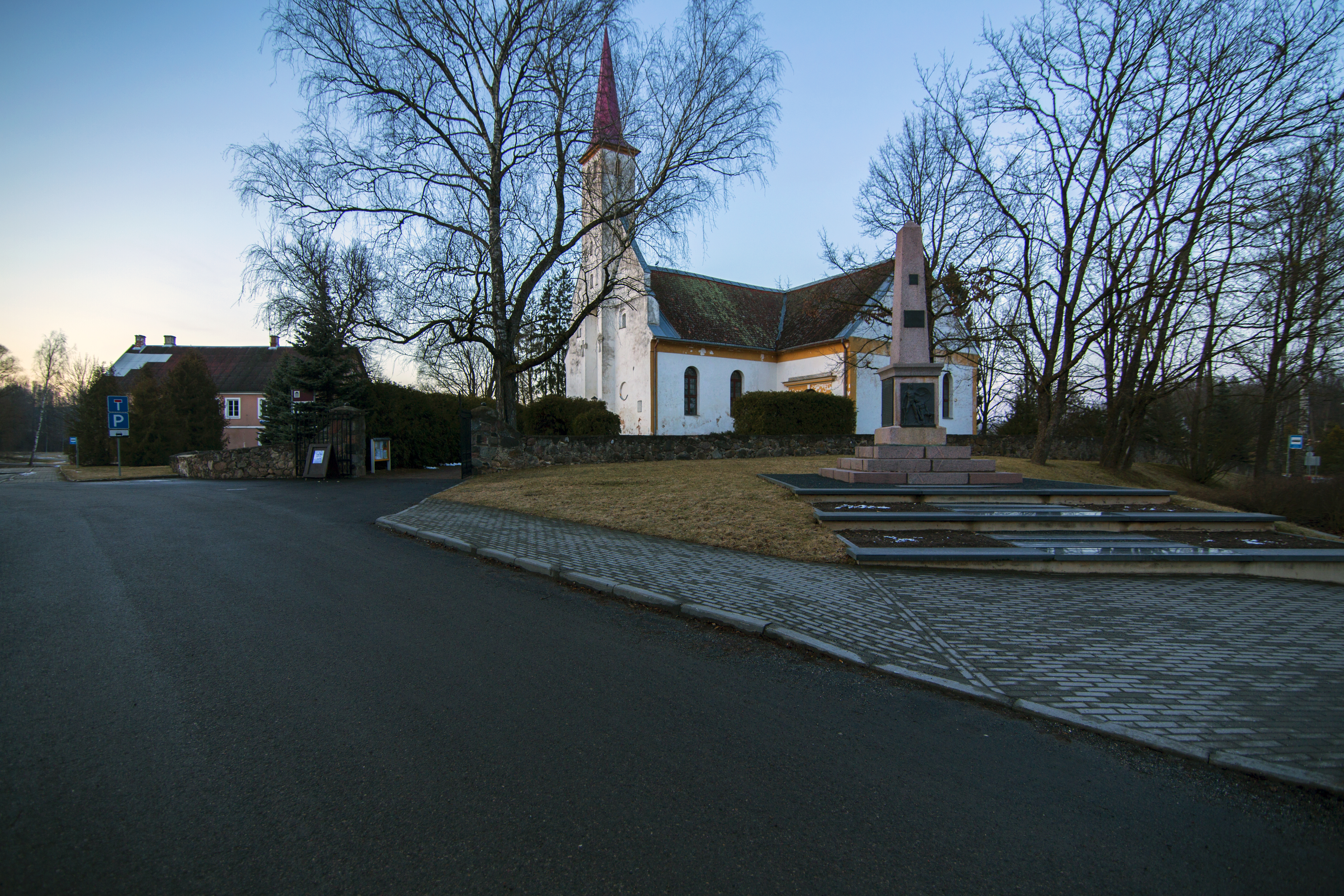
Церковь Святой Девы Марии
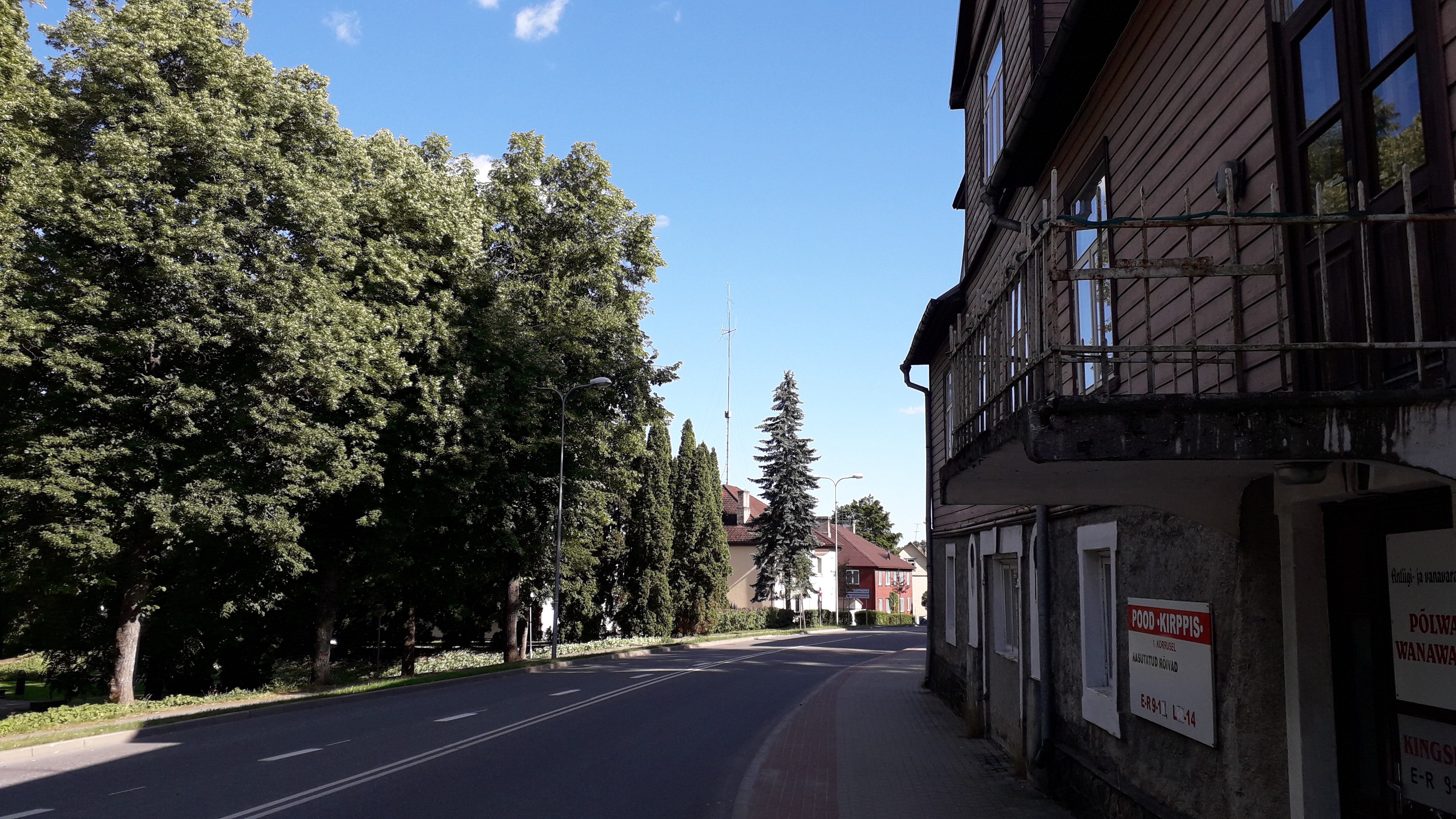
Улица Выру
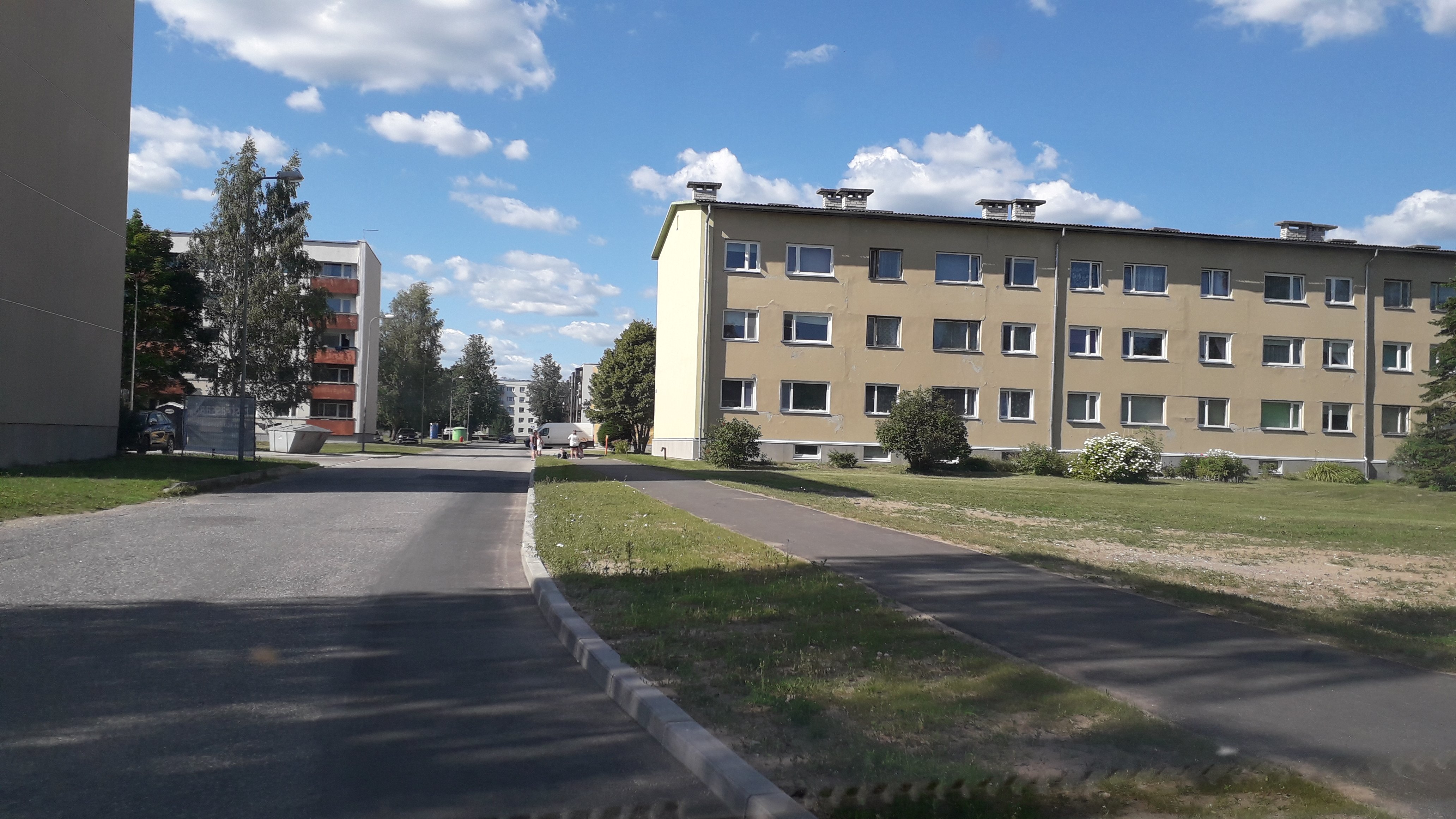
Жилой район
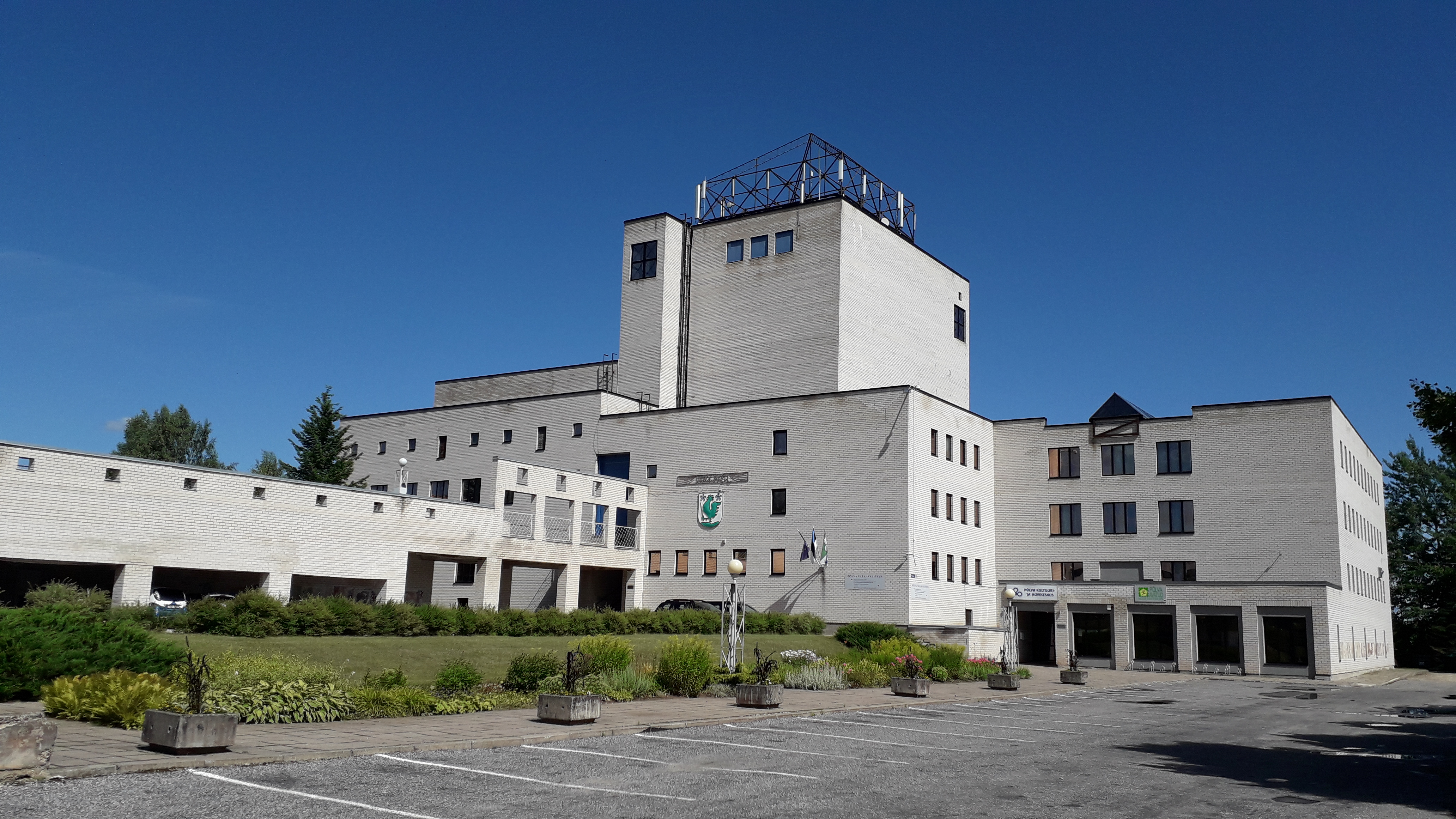
Центр культуры и досуга
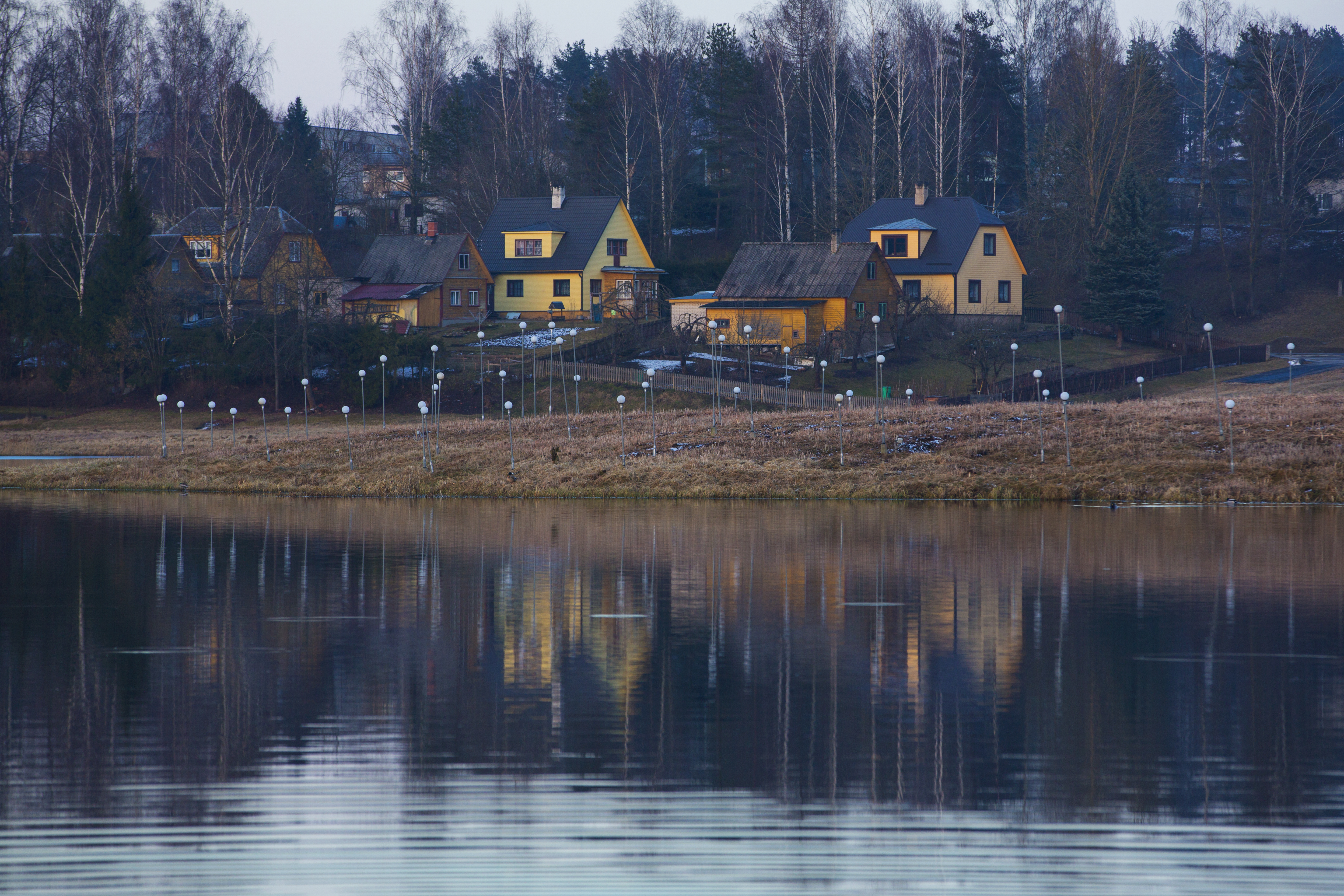
Вид на озеро

## Комментарии
1. ↑  Эстонские топонимы, оканчивающиеся на -а, не склоняются и не имеют женского рода (исключение — Нарва)[5].